# Teriomima
Teriomima là một chi bướm ngày thuộc họ Bướm xanh.

## Các loài
- Teriomima micra (Grose-Smith, 1898)
- Teriomima parva Hawker-Smith, 1933
- Teriomima puella Kirby, 1887
- Teriomima puellaris Trimen, 1894
- Teriomima subpunctata Kirby, 1887
- Teriomima williami Henning & Henning, 2004
- Teriomima zuluana van Son, 1949